# Бочкарёв, Пётр Викторович
Пётр Ви́кторович Бочкарёв  (15 января 1890, Кутаис — 10 ноября 1947, Москва) — советский приматолог и эндокринолог, доктор медицинских наук, один из основателей советской приматологии.

## Биография
Пётр Викторович Бочкарёв родился 15 января 1890 года в городе Кутаиси — центре Кутаисской губернии Российской империи (ныне город Кутаиси в Грузии). В 1912 году он окончил Санкт-Петербургскую военно-медицинскую академию, после чего находился на воинской службе — сперва в Туркестане, затем на военно-морском флоте в Севастополе. После Октябрьской революции 1917 года был руководителем Пастеровской станцией в Севастополе и одновременно с этим возглавлял местный музей биологической станции Академии наук. С 1924 по 1931 годы жил в Москве, работал заведующим экспериментального отдела и производства Института экспериментальной эндокринологии.
В 1931 году направлен Народным комиссариатом здравоохранения СССР в Сухуми для работы в созданном за четыре года до этого местном обезьяньем питомнике. В момент приезда Бочкарёва в питомник тот находился в плачевном состоянии — почти все низшие приматы умерли от дизентерии, многие из  высших обезьян были больны и скончались до 1933 года. В тот момент у учёных не было разработанной методики акклиматизации и питания обезьян — для решения этой проблемы Бочкарёв сразу после приезда в 1931 году создал лабораторию физиологии питания, через некоторое время — лабораторию биохимии, в которой занимался изучением влияния инсулина на организм обезьян, гипогликемию и гипергликемию в зависимости от питания. Он также создал и возглавил лабораторию экспериментального рака и прозектуру. Во второй половине 1930-х годов Бочкарёв разработал инструкции, в которых были определены наилучшие возраста самцов и самок для размножения, методики работы с самками обезьян во время их беременности, таблицы их суточной потребности в пище, количестве и соотношении питательных веществ. К концу 1930-х годов Бочкарёв был признан одним из наиболее авторитетных мировых специалистов в области приматологии.
В 1936 году Бочкарёв защитил диссертацию и получил  степень кандидата медицинских наук, в 1938 году — докторскую. Он автор около 150 научных работ, из которых 82 посвящены биологии приматов. Также Пётр Викторович автор «Краткого органотерапевтического справочника» (Москва, 1925) и пособия «Органотерапия практикующего врача» (Москва, 1926).
В ноябре 1945 года Пётр Викторович Бочкарёв тяжело заболел и выехал на лечение в Москву, где и скончался 10 ноября 1947 года.